# 卡梅尼采河 (易北河支流)
50°52′27″N 14°14′10″E / 50.87417°N 14.23611°E

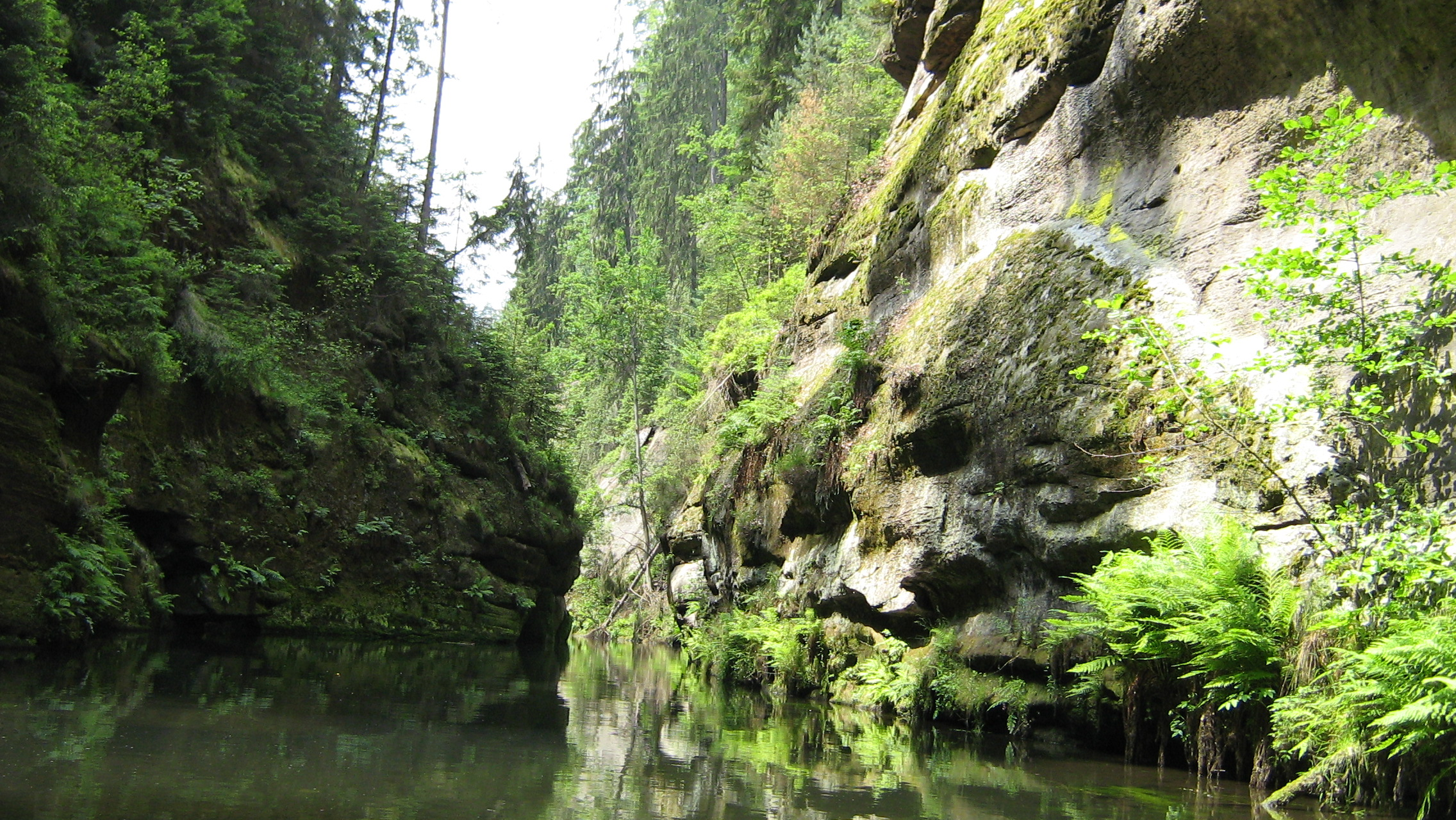

卡梅尼采河是捷克的河流，位於該國北部，處於首都布拉格以北90公里，發源自盧薩蒂亞山脈，流經傑欽縣和捷克利帕縣，河道全長36公里。